# Bernie Masterson
Bernie Masterson (Shenandoah, 10 agosto 1911 – Chicago, 16 maggio 1963) è stato un giocatore di football americano statunitense che ha militato nel ruolo di quarterback nella National Football League (NFL).

## Carriera
Masterson al college giocò a football a Nebraska, di cui sarebbe anche diventato il capo-allenatore nel 1946 e 1947. Giocò come quarterback per i Chicago Bears dal 1934 al 1940 quando il club era soprannominato "Monsters of the Midway". Durante la sua carriera professionistica i Bears ebbero un record di 59–19–3, giocando tre finali di campionato, inclusa quella vinta del 1940. La sua carriera si chiuse con 3.372 yard passate e 35 touchdown.

## Palmarès

### Franchigia
- Campionati NFL : 1

Chicago Bears: 1940

### Individuale
- Second-team All-Pro:

1936